# Lagothrix
Lagothrix o churucos, también llamados  choros, corongos,   monos lanudos o macaco barrigudos, son un género de primates platirrinos de la familia Atelidae que habitan en las selvas y bosque húmedos de América del Sur en la Amazonia noroccidental y algunos sectores del norte de los Andes.

## Clasificación
El nombre Lagothrix procede del griego lagos (liebre) y trichos (pelo). La primera descripción del género la realizó É. Geoffroy en 1812 como Lagothrix humboldtii, la cual se toma como sinónimo de Simia lagothricha (Humboldt, 1812). En 1963, Fooden dividió Lagothrix en dos especies, Lagothrix lagothricha y Lagothrix flavicauda, dividiendo a su vez a L. lagothricha en cuatro subespecies: L. l. cana, L. l. lagothricha, L. l. lugens y L. l. poeppigii. En 2001, Groves eleva al rango de especie las cuatro subespecies descritas originalmente por Fooden (quedando como Lagothrix cana, Lagothrix lagotricha, Lagothrix lugens  y Lagothrix poeppigii), y a la otrora especie L. flavicauda, la ubica en un género diferente, Oreonax, con una sola especie Oreonax flavicauda; sin embargo, algunos estudios genéticos realizados en L. lagotricha y L. lugens no respaldan la separación de estos taxones y autores como Defler consideran a L. lugens  como subespecie de L. lagotricha.

## Distribución y hábitat
Los churucos habitan la región noroccidental de la cuenca amazónica, por el norte hasta el río Negro en la frontera colombo-brasilera y por el sur hasta el Departamento de Pando llegando hasta el parque nacional y Área Natural de Manejo Integrado Madidi en Bolivia. Fuera de la Amazonía se han descrito poblaciones en los andes bolivianos y en los Andes colombianos. Dentro de su rango habitan principalmente en selvas tropicales de baja altitud, pero se encuentran en otros hábitat boscosos y montañosos que alcanzan los 3000 metros de altitud.

## Descripción
Los churucos se encuentran entre los platirrinos de mayor tamaño, su tamaño rivaliza con el del género Brachyteles (muriquís), los cuales se consideran los platirrinos más grandes. Su peso oscila entre 6 y 10 kg, y su talla promedia los 49 cm, sin diferencia sustancial entre machos y hembras. Su rasgo más llamativo es la presencia de un pelaje lanoso, el cual puede tener coloración uniforme o mixta, que varía de acuerdo a la especie de gris claro o marrón hasta castaño obscuro; el pelaje es por lo general similar en machos y hembras. 
Su dieta es principalmente frugívora la mayor parte del año, pero también consumen insectos, hojas, flores, semillas y pequeños vertebrados.

## Conservación
La especie L. lagothrica, ha sido catalagoda por la UICN como especie vulnerable. Las especies L. cana, L. lugens  y L. poeppigii, se encuentran también en estados de conservación sensibles, encontrándose L. lugens seriamente amenazada.